# Ursus (Schiff)
Die Ursus ist ein RoRo-Schwergutleichter der Berliner Hafen- und Lagerhausgesellschaft (BEHALA). Der Leichter wird in erster Linie für den Transport von Gasturbinen aus dem Gasturbinenwerk von Siemens Energy in Berlin-Moabit genutzt.

## Geschichte
Der Leichter wurde von der BEHALA und der Technischen Universität Berlin entwickelt und 2012 von der Erlenbacher Schiffswerft Maschinen- und Stahlbau unter der Baunummer 1173 gebaut. Der 34,9 Meter lange Mittelteil des Leichters wurde auf der Werft Santierul Naval in Orșova, Rumänien, gebaut und später auf der Erlenbacher Schiffswerft mit dem dort gebauten Vor- und Achterschiff zusammengefügt. Der Leichter wurde am 14. September 2012 an die BEHALA abgeliefert.

## Beschreibung
Der RoRo-Schwergutleichter Ursus ist mit 64,50 Metern Länge und 9,50 Metern Breite speziell für die Berliner Wasserstraßen ausgelegt. Der maximale Tiefgang beträgt 3,50 Meter, die Seitenhöhe 4,70 Meter und die Tragfähigkeit 1200 Tonnen. Der Leichter ist mit zwei Dieselgeneratoren mit 75 kVA bzw. 400 kVA Scheinleistung ausgestattet. Die Dieselgeneratoren erzeugen den Strom für die um 360 Grad drehbare Bugstrahlanlage mit der Nennleistung von 265 kW und die zwei Ballastpumpen. Der Leichter ist mit acht Ballasttanks mit einer Kapazität von 820 Tonnen ausgerüstet, die bei der Be- und Entladung genutzt werden können, um den Höhenunterschied zwischen Leichter und landseitiger Rampe so gering wie möglich zu halten. Außerdem können sie geflutet werden, um den Leichter abzusenken, damit beim Transport hoher Güter niedrige Brücken passiert werden können. Ein Kran mit 25 t Hebekraft am Bug des Leichters dient zum Auslegen der Rampe und anderer Lasten. Bisheriger Standort der Ursus ist der Berliner Westhafen. Der Leichter ist für Bundeswasserstraßen bis Zone 2 zugelassen.
Die BEHALA nutzt den Leichter für den Transport von schweren Stückgütern und dabei insbesondere von Gasturbinen aus dem Siemens-Gasturbinenwerk in Berlin-Moabit. Hierfür wurde am nur einige hundert Meter vom Gasturbinenwerk entfernten Charlottenburger Verbindungskanal eine RoRo-Rampe gebaut, über die der Leichter beladen werden kann. Der erste Spatenstich für den Bau der RoRo-Rampe erfolgte am 14. März 2012, eingeweiht wurde sie am 31. Oktober 2012 mit der ersten Verladung einer Gasturbine des Typs SGT5-8000H auf den Schwergutleichter Ursus. Die Verladung über die RoRo-Rampe auf den Leichter vereinfacht den Transport der Gasturbinen, die zuvor über mehrere Kilometer auf der Straße zum Berliner Westhafen gebracht werden mussten, und macht ihn für Gasturbinen des Typs SGT5-8000H überhaupt erst möglich, da diese aufgrund ihres Gewichts von 440 Tonnen wegen Gewichtsbeschränkungen auf der Strecke nicht über die Straße zum Berliner Westhafen hätten transportiert werden können.

## Galerie

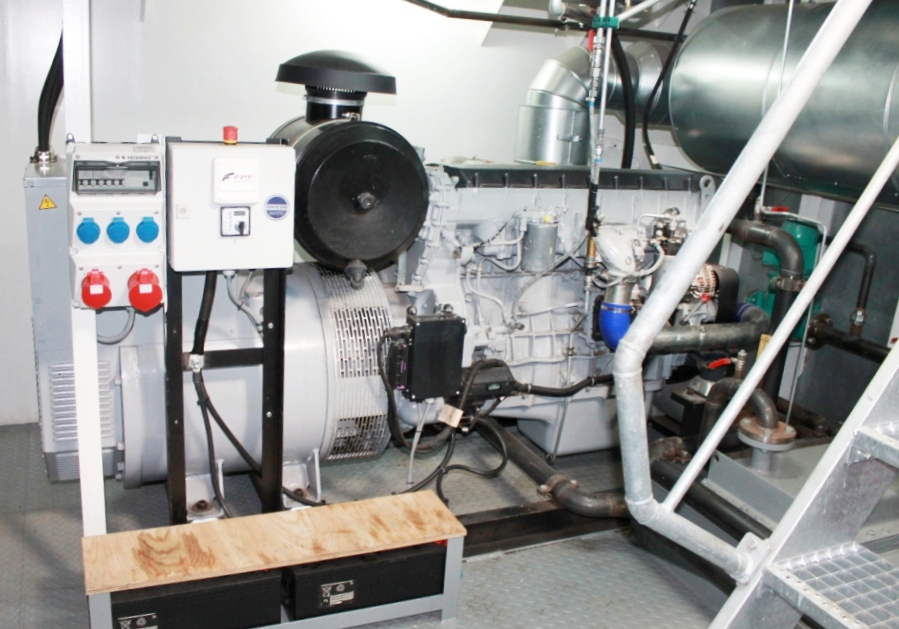
Blick in den Hilfsmaschinenraum der Ursus
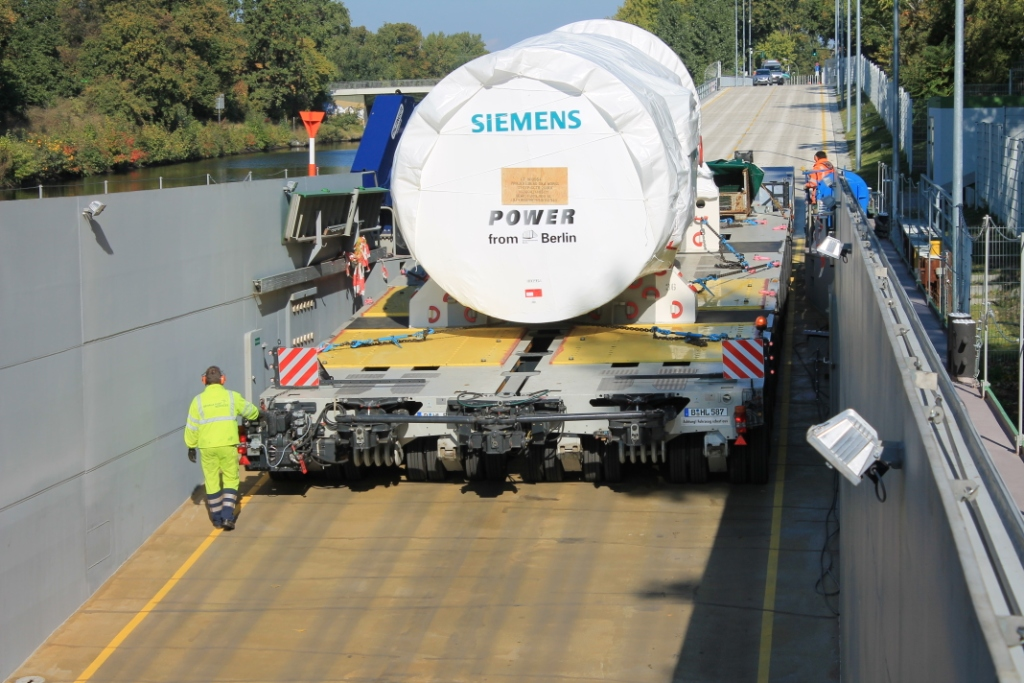
Ursus wird in Berlin an der RoRo-Rampe beladen
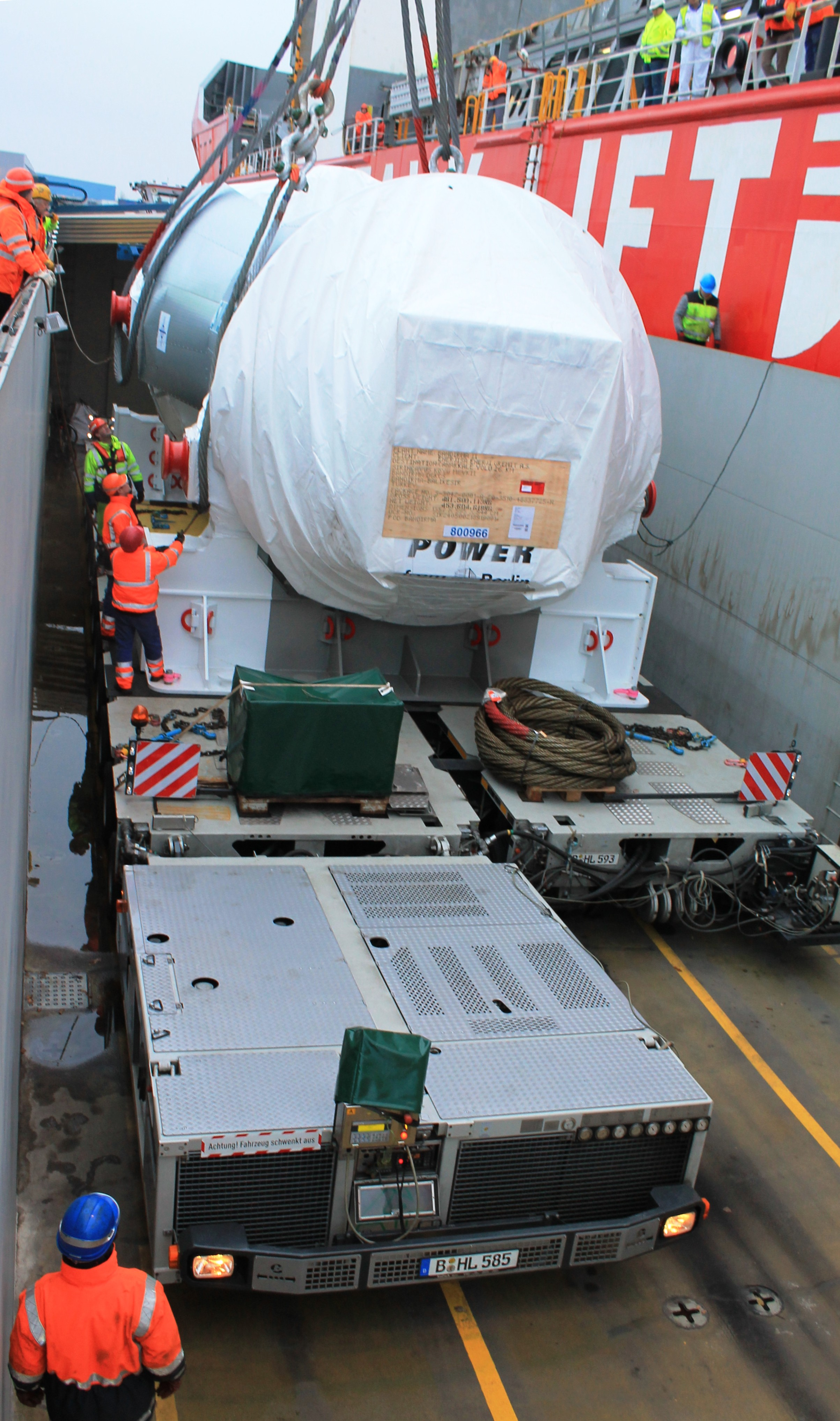
Gasturbine wird von der Ursus auf den Schwergutfrachter verladen
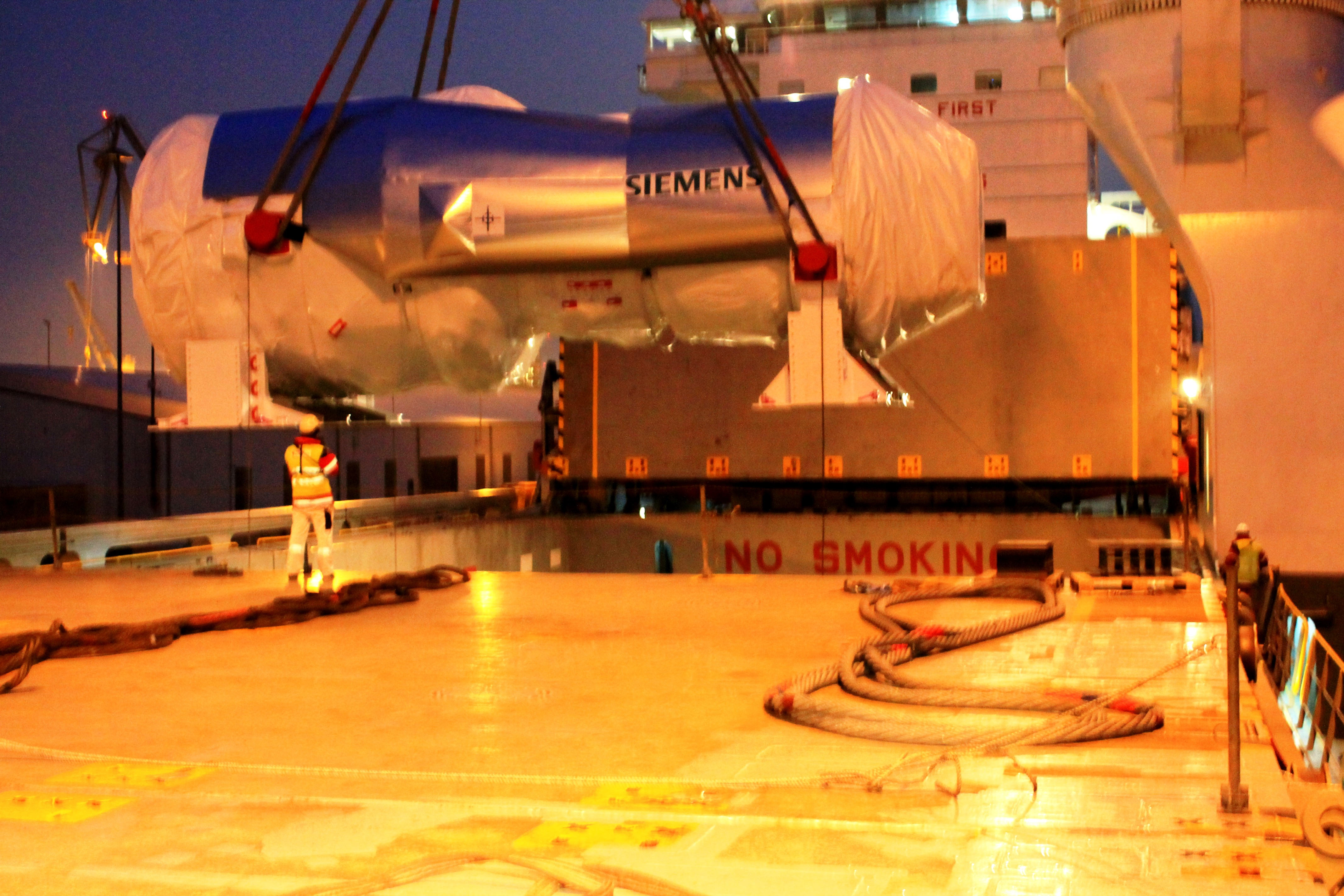
Gasturbine schwebt über dem Laderaum des Schwergutfrachters